# St. Bartholomäus (Mistelgau)

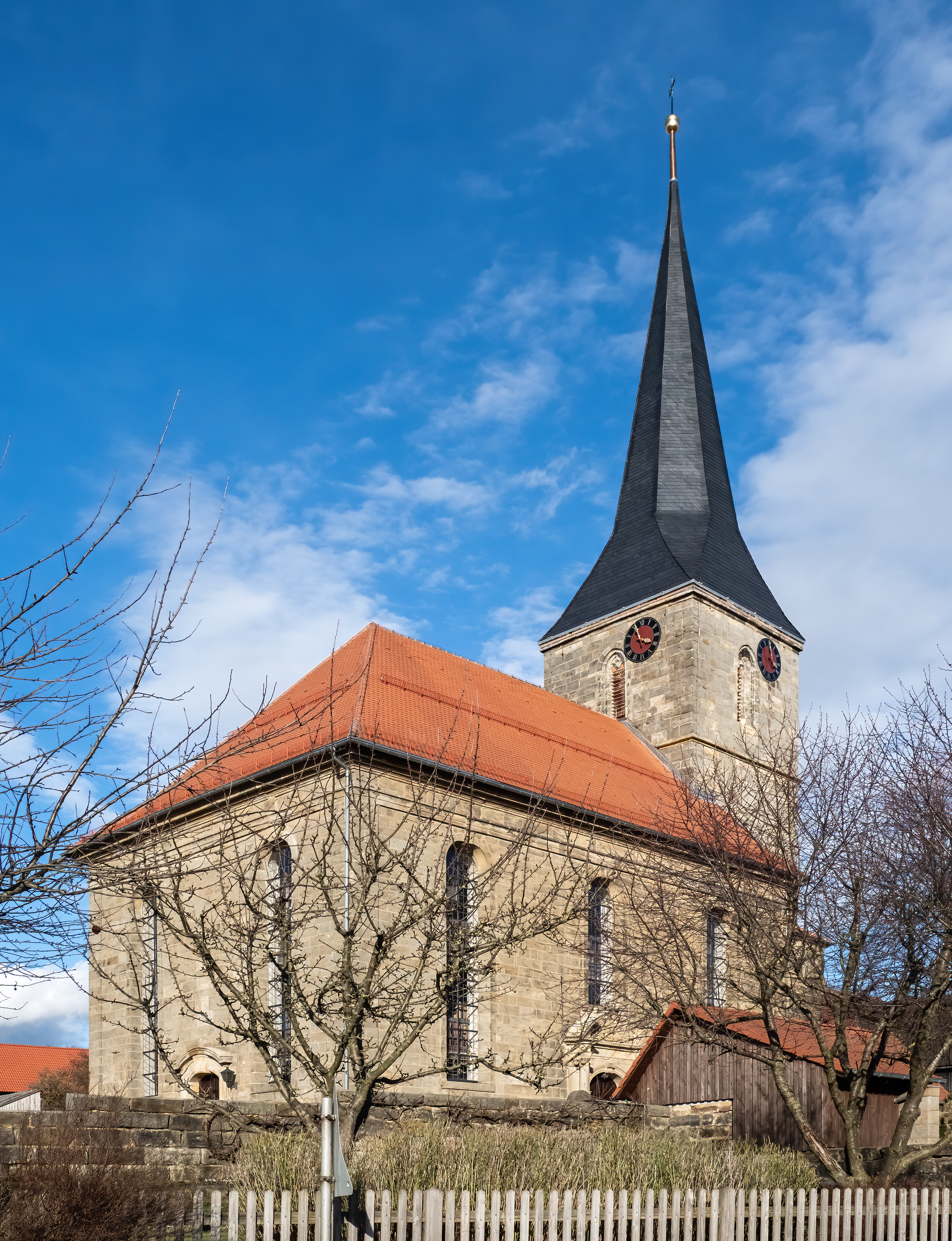
St. Bartholomäus in Mistelgau

Die denkmalgeschützte evangelische Pfarrkirche St. Bartholomäus steht in Mistelgau, einer Gemeinde im Landkreis Bayreuth (Oberfranken, Bayern). Das Bauwerk ist unter der Denkmalnummer D-4-72-167-12 als Baudenkmal in der Bayerischen Denkmalliste eingetragen. Die Kirchengemeinde gehört zum Dekanat Bayreuth-Bad Berneck im Kirchenkreis Bayreuth der Evangelisch-Lutherischen Kirche in Bayern.

## Beschreibung
Das Langhaus der Saalkirche aus Quadermauerwerk mit drei Jochen wurde 1735–37 vermutlich nach Plänen von Johann Andreas Knorr an den Kirchturm, den Chorturm vom Vorgängerbau aus dem 15. Jahrhundert, nach Westen angebaut. Das oberste Geschoss des Kirchturms, das die Turmuhr und den Glockenstuhl beherbergt, und der schiefergedeckte, achtseitige Knickhelm kamen erst 1678 dazu. Die Portale im Langhaus hat vermutlich Johann David Räntz entworfen. Der Chor, das Erdgeschoss des Chorturms, ist mit einem Kreuzgratgewölbe überspannt, der Stuck stammt von Martin Grasser. 
Der Innenraum des Langhauses, der doppelstöckige Emporen an drei Seiten hat, ist mit einem Spiegelgewölbe bedeckt. Der Stuck stammt von Johann Nicolaus Feeg. Die Deckenmalerei schuf Georg Christoph Gebhard. Der Altar wurde 1705 und die Kanzel wurde 1718 von Johann Caspar Fischer gebaut. Sie wurden wie das 1686 von Johann Georg Brenck gestaltete Taufbecken aus dem Vorgängerbau übernommen. Die Bilder an den Brüstungen der beiden Emporen, 1712 von Johann Schertel gemalt, stammen auch aus dem Vorgängerbau.